# Кувак-Нікольська сільська рада
Кува́к-Ні́кольська сільська рада (рос. Кувак-Никольский сельский совет) — сільське поселення у складі Нижньоломовського району Пензенської області Росії.
Адміністративний центр — село Кувак-Нікольське.

## Історія
2010 року була ліквідована Сорокинська сільська рада (села Засічне, Сорокино, присілки Бобровка, Князевка, Танкаєвка), її територія увійшла до складу Кувак-Нікольської сільради. Присілок Князевка було ліквідовано 2009 року, присілок Афанасьєвка було ліквідоване 2011 року.

## Населення
Населення — 1896 осіб (2019; 2121 в 2010, 2488 у 2002).

## Склад
До складу сільської ради входять:
| Населений пункт            | Населення, осіб (2002) | Населення, осіб (2010) |
| -------------------------- | ---------------------- | ---------------------- |
| Ананьїно, присілок         | 10                     | 3                      |
| Афанасьєвка, присілок      | 4                      | 4                      |
| Бобровка, присілок         | 22                     | 21                     |
| Велика Андрієвка, присілок | 54                     | 34                     |
| Засічне, село              | 160                    | 118                    |
| Князевка, присілок         | 3                      | -                      |
| Кувак-Нікольське, село     | 1323                   | 1225                   |
| Мала Андрієвка, присілок   | 87                     | 77                     |
| Сірий Ключ, село           | 199                    | 169                    |
| Сорокино, село             | 411                    | 374                    |
| Стара Нявка, село          | 60                     | 5                      |
| Стяжкино, село             | 6                      | 2                      |
| Танкаєвка, присілок        | 74                     | 46                     |
| Федоровка, присілок        | 75                     | 43                     |